# Padang Baruas
Padang Baruas is een bestuurslaag in het regentschap Padang Lawas Utara van de provincie Noord-Sumatra, Indonesië. Padang Baruas telt 331 inwoners (volkstelling 2010).